# Henri Pottevin
Henri Pottevin, né le 7 mai 1865 aux Cabannes (Tarn) et mort le 6 juillet 1928 à Paris, est un médecin, biologiste et homme politique français.

## Biographie

### Études et carrière scientifique
Henri Pottevin est issu d'un milieu très modeste, mais une bourse municipale accordée par le maire de Castelsarrasin où son père est ouvrier métallurgiste lui permettra de faire ses études secondaires avant d'intégrer l'École polytechnique puis l'École normale supérieure.
En 1891, il entre à l'Institut Pasteur où il fera carrière, tout en continuant ses études de biologie et de médecine. Il obtient son doctorat en médecine en 1897 et son doctorat en sciences physiques en 1899.
Parallèlement à ses recherches au sein de l'Institut Pasteur, il devient directeur du Bureau d'hygiène du Havre en 1900, secrétaire général de la Société de Pathologie Exotique en 1908, et secrétaire général puis directeur-adjoint de l'Office international d'hygiène publique.
De 1922 à sa mort, il enseigne au Conservatoire national des arts et métiers (chaire d'hygiène et physiologie du travail) à Paris.

### Carrière politique
Lors de l'affaire Dreyfus, il signe la seconde pétition parue dans L'Aurore le 15 janvier 1898, protestant contre les irrégularités du procès de 1894.
Il s'engage de plus en plus politiquement, au Parti républicain, radical et radical-socialiste. À ce titre, il est élu conseiller municipal de Castelsarrasin en 1912, puis maire, député de Tarn-et-Garonne de 1914 à 1919, sénateur de 1920 à 1926, et président du conseil général de ce même département jusqu'à son décès en 1928.
Officier de la Légion d'honneur le 1er février 1919.

### Sources et bibliographie
- « Henri Pottevin », dans le Dictionnaire des parlementaires français (1889-1940), sous la direction de Jean Jolly, PUF, 1960 [détail de l’édition]